# Теодосије III
Теодосије III (грч: Θεοδόσιος Γ΄, умро после 754. године?) био је византијски цар од 715. до 717. године.
Теодосије је био сакупљач пореза у малоазијском граду Атрамитиону када су се 715. византијска флота и војници теме Опсикион побунили против цара Анастасија II. Војска окупљена на Родосу се искрцала на егејску обалу Мале Азије и прогласила за цара невољног Теодосија. Потом је нови цар одведен у Цариград где је после шест месеци Анастасије натеран да се повуче са трона и замонаши.
Док су Абасиди припремали опсаду Цариграда, цар је 716. године склопио споразум са бугарским каном Тервелом. Када је муслиманска војска почела да надире у Малу Азију у пролеће 716. године, стратези Анатоликона и Јерменијакона, Лав Исавријанац и Артавазд су склопили договор да свргну цара. Лав је требало да задобије престо, а заузврат је обећао Артавазду положај куропалата и руку своје ћерке. Завереници су потом повели војску на престоницу, док су Теодосија III бранили само војници из теме Опсикион. Лав Исавријанац је на крају 25. марта 717. ушао у Константинопољ где је затим крунисан за цара. Теодосије III и његов истоимени син су натерани да прихвате монашки завет.
По једном делу модерних историчара, епископ Ефеса Теодосије, син Апсимара, кога извори помињу као Лавовог саветника крајем треће деценије 8. века био је управо свргнути цар. Уколико се ова идентификација прихвати Теодосије је у ствари био син цара Тиберија III Апсимара (698—705) што је уједно био и главни разлог да га побуњена војска прогласи за цара. Последњи помен Теодосија Ефешког био је Иконоборачки сабор којим је 754. председавао под патронатом Лавовог наследника Константина V Копронима.